# میلاد جهانی
میلاد جهانی (زادهٔ ۱۶ فروردین ۱۳۶۸ در ساری) بازیکن فوتبال اهل ایران است که در پست هافبک بازی می‌کند.

## افتخارات
در پایان نوزدهمین دوره لیگ برتر فوتبال  میلاد جهانی موفق شد با ۸ پاس گل عنوان بهترین پاسور لیگ را به صورت مشترک با مهدی قائدی به دست بیاورد.